# Mirko Schombert
Mirko Schombert (* 1980 in Essen) ist ein deutscher Regisseur und Theaterintendant.

## Leben
Schombert wuchs in Essen auf. Nach seinem Abitur 1999 und Zivildienst in Köln absolvierte er ab 2000 an der Ruhr-Universität Bochum ein Studium der Theater-, Politik- und Medienwissenschaft. Bereits während des Studiums arbeitete er freiberuflich als Theaterpädagoge und realisierte erste Inszenierungen in der freien Szene im Ruhrgebiet.
In der Spielzeit 2006/2007 war Schombert als Regieassistent am Staatstheater Mainz engagiert, bevor er in der Folgespielzeit als Theaterpädagoge an die Städtischen Bühnen Krefeld und Mönchengladbach wechselte. Von 2008 bis 2010 war er Gründungsmitglied und Theaterpädagoge der Sparte junges schauspiel am Deutschen Theater in Göttingen. 2010 kehrte er als Leiter des Kinder- und Jugendtheaters ans Staatstheater Mainz zurück. 2013 wurde Schombert zum Intendanten des Landestheaters Burghofbühne Dinslaken gewählt. Sein Vertrag wurde 2017 vorzeitig um weitere fünf Jahre bis 2024 verlängert.

## Inszenierungen (Auswahl)
- 2007: Jobquest. Eigenproduktion. Städtische Bühnen Krefeld und Mönchengladbach
- 2008: Monopoly. Eigenproduktion. Städtische Bühnen Krefeld und Mönchengladbach
- 2009: Der Reibert – Handbuch für den deutschen Soldaten. Deutsches Theater in Göttingen
- 2009: NachTTanken. Eigenproduktion. Deutsches Theater in Göttingen
- 2010: Helges Leben von Sibylle Berg. Deutsches Theater in Göttingen
- 2010: Vor langer Zeit im Mai von Roland Schimmelpfennig. Deutsches Theater in Göttingen
- 2011: To Do!. Eigenproduktion. Staatstheater Mainz
- 2012: Die Schönen und Reichen, Cowboys und Freaks. Eigenproduktion. Staatstheater Mainz
- 2013: So jung kommen wir nicht mehr zusammen. Eigenproduktion. Staatstheater Mainz. Eingeladen zum Bundestreffen Jugendclubs an Theatern
- 2014: Alles muss raus!. Eigenproduktion. Staatstheater Mainz
- 2015: 1984 nach George Orwell. Landestheater Burghofbühne Dinslaken[3]
- 2015: Das kleine Gespenst nach Otfried Preußler. Landestheater Burghofbühne Dinslaken
- 2015: so lonely von Per Nilsson. Landestheater Burghofbühne Dinslaken[4][5]
- 2016: Die Vermessung der Welt nach Daniel Kehlmann. Landestheater Burghofbühne Dinslaken[6]
- 2017: meet me von Liv Heløe. Landestheater Burghofbühne Dinslaken. Eingeladen zum NRW-Theatertreffen für ein junges Publikum "Westwind"[7][8]
- 2018: Die Känguru-Chroniken von Marc-Uwe Kling. Landestheater Burghofbühne Dinslaken
- 2018: Unter Wasser von Jean-Francois Guilbault und Adréanne Joubert. Landestheater Burghofbühne Dinslaken[9]
- 2019: Extrem laut und unglaublich nah nach Jonathan Safran Foer. Landestheater Burghofbühne Dinslaken[10][11]